# Embrach
Embrach (gzu. Ämbri, 1809-1931 Unterembrach) – miejscowość i gmina (Politische Gemeinde) w północnej Szwajcarii, w kantonie Zurych, w okręgu (Bezirk) Bülach. Leży nad rzeką Töss.

## Demografia
W Embrach mieszka 10 005 osób. W 2021 roku 29,5% populacji gminy stanowiły osoby urodzone poza Szwajcarią.

## Transport
Przez teren gminy przebiegają drogi główne nr 7 i nr 344.